# Semillas germinadas

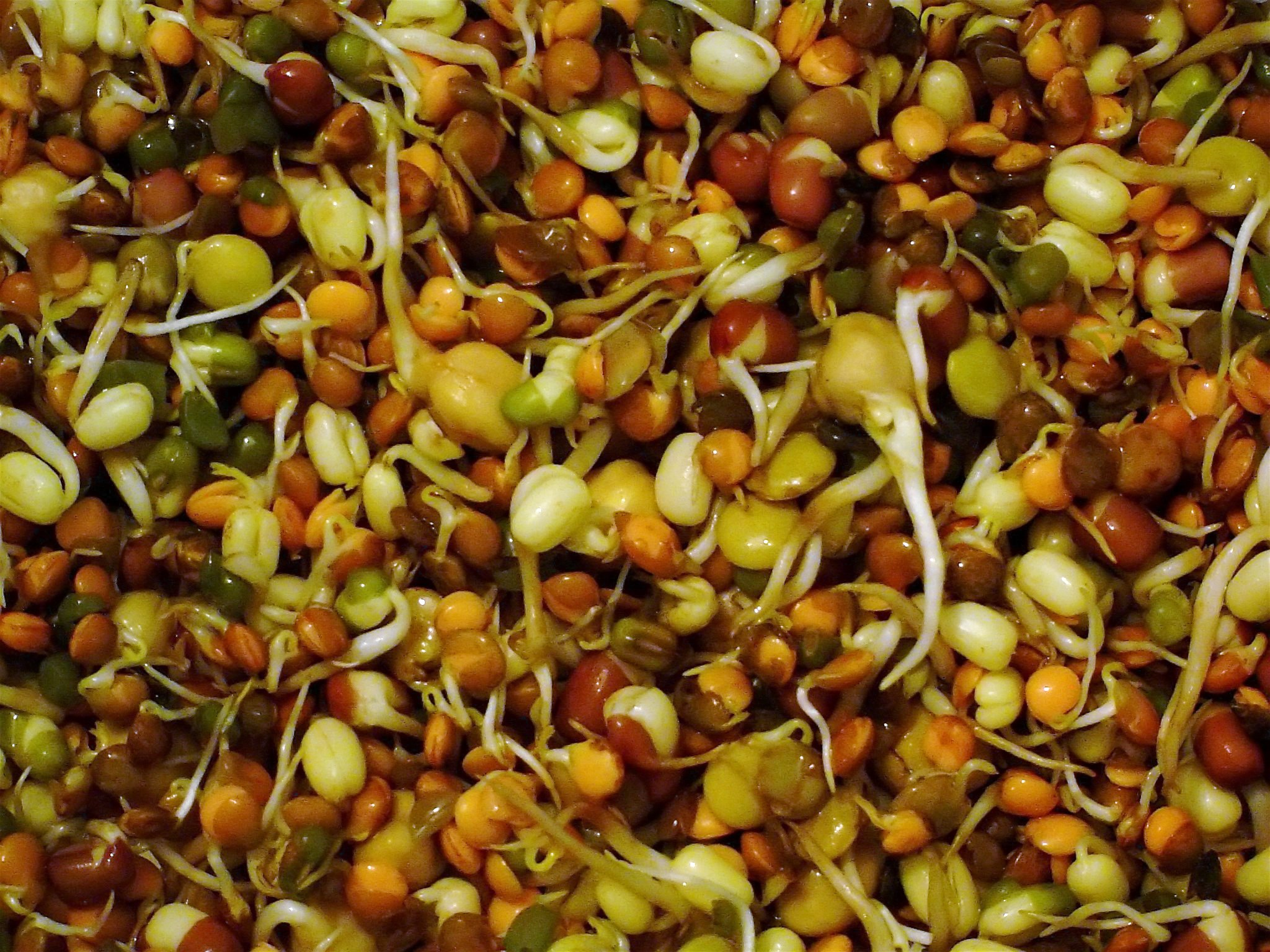
Mezcla de brotes.

Las semillas germinadas, son semillas que normalmente crecen sobre suelo, para destinar
a la alimentación o prepararlas para la siembra. Las semillas germinadas son una forma fácil de alimentarse saludablemente, por ser una fuente natural de vitaminas y otros nutrientes, siendo muy digeribles gracias a los cambios ocurridos durante el proceso de germinación.
Las semillas germinadas tienen propiedades nutricionales superiores a las de las secas: su contenido de vitaminas, minerales, oligoelementos y enzimas pueden multiplicarse por varias centenas durante la germinación. En el caso del trigo hay incluso ciertos elementos, como la vitamina C, que no están disponibles en las semillas sin germinar.
Pueden germinarse, de forma muy simple y a un coste muy bajo (el de adquisición del grano), semillas en casa para consumo propio.

## Historia
- La primera farmacopea china (siglo II) menciona la soja germinada.
- El neideh (pan egipcio hecho con trigo germinado y cocido, con harina añadida) es mencionado por un médico de Bagdad en el 1200.
- El foul es un plato oriental compuesto por grandes judías pintas hinchadas por la pregerminación que se estofan a fuego lento y se condimentan con aceite, sal, limón y a veces comino, tomate, ajo y cebolla.
- En África se elaboran cervezas de mijo a partir de granos germinados.
- Los cereales germinados constituyen el grueso de la dieta de los hunzas, un pueblo del norte de Pakistán famoso por su buena salud y longevidad.
- Durante sus largos viajes, la tripulación del capitán Cook se protegió o curó del escorbuto con un famoso «cóctel»: una parte de cebada germinada, tres de agua hirviendo, y miel.

## Semillas aptas para la brotación.

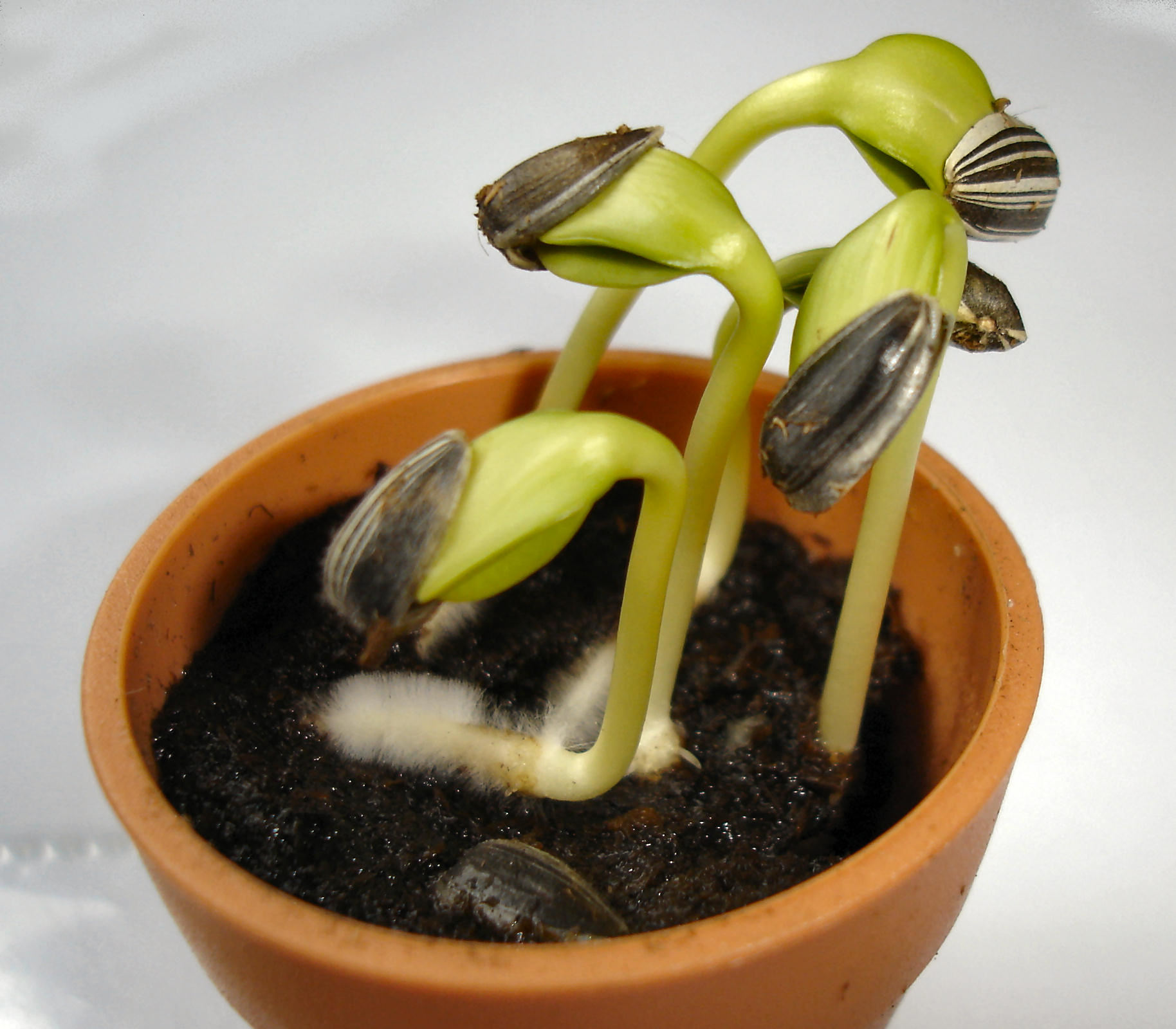
Semillas de girasol germinadas.

Es posible germinar casi cualquier semilla comestible para el consumo humano:
- Legumbres: alfalfa, fenogreco, frijol chino, lenteja, judía, guisante, trébol, etc.
- Cereales: avena, trigo, maíz, mijo, centeno, alforfón, cebada, quinoa, arroz, etc.
- Oleaginosas: sésamo, girasol y frutos secos como la almendra, la nuez, etc.
- Verduras: brécol, zanahoria, apio, repollo, espinaca, hinojo, nabo, cebolla, puerro, perejil, rábano, etc.
- Mucilaginosas: berro, lino, rúcula, mostaza, etc.

Es recomendable usar semillas de agricultura biológica, disponibles en comercios especializados, aunque también las semillas convencionales, siempre y cuando no estén tratadas con pesticidas u otros productos químicos. Siempre hay que guardar correctamente las semillas, pues el riesgo de contaminación es igual para las procedentes de agricultura biológica como convencional. Para los cereales y leguminosas, pueden emplearse las que se venden para consumo alimenticio. Las semillas guardadas en buenas condiciones conservan su poder de germinación durante largo tiempo. Los frutos secos necesitan previamente un remojado durante largo tiempo antes de hacerlos germinar. Este proceso de pregerminación hace que los minerales que contienen (incluyen el calcio) sean más fácilmente asimilables por el cuerpo humano.

### Riesgos sanitarios
Muchos brotes son comestibles, nutritivos y beneficiosos para los humanos, pero otros resultan tóxicos, como los de la judía roja.
Debe prestarse atención a la seguridad alimentaria de los brotes producidos industrialmente, ya que se han producido brotes de infección por Escherichia coli en brotes de alfalfa cultivados a partir de semillas contaminadas o en malas condiciones higiénicas.

## Germinación

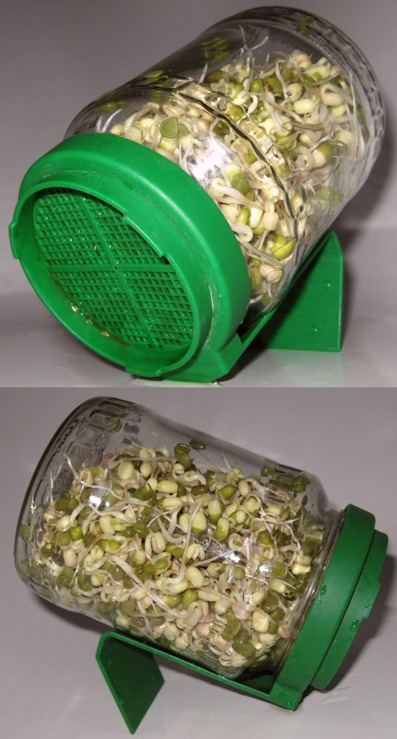
Brotes de vigna radiata en una jarra de brotado de cristal con una tapadera de plástico de tamizado.

El periodo de reposo de la semilla suele terminar con el remojado, o pregerminación. Los tejidos normales de plantas contienen cerca de un 90% de agua mientras las semillas tienen solo de un 5% a un 18% de agua. Tras esto viene la germinación, donde se produce una intensa transformación de la semilla: las reservas de la semilla se transforman para el crecimiento, la cantidad de vitaminas se multiplica de 3 a 12 veces según el tipo de semilla, las enzimas se activan o inhiben, etcétera.
Desde el punto de vista nutricional, las transformaciones que sufren las semillas son:
- Almidón (carbohidratos) ⟶ azúcares simples (por ejemplo, maltosa)
- Proteína ⟶ aminoácidos
- Lípidos ⟶ grasas
- Vitaminas ⟶ muchas más vitaminas

Los aumentos de las cantidades de vitaminas son del siguiente orden:
Calor
Las semillas germinan a temperatura ambiente, haciéndolo más rápido cuanto más calor haga. Por ejemplo, el frijol chino crece 5 cm a 20 °C en 6-7 días, mientras que a 25 °C le bastan 4 días.

## Conservación y consumo

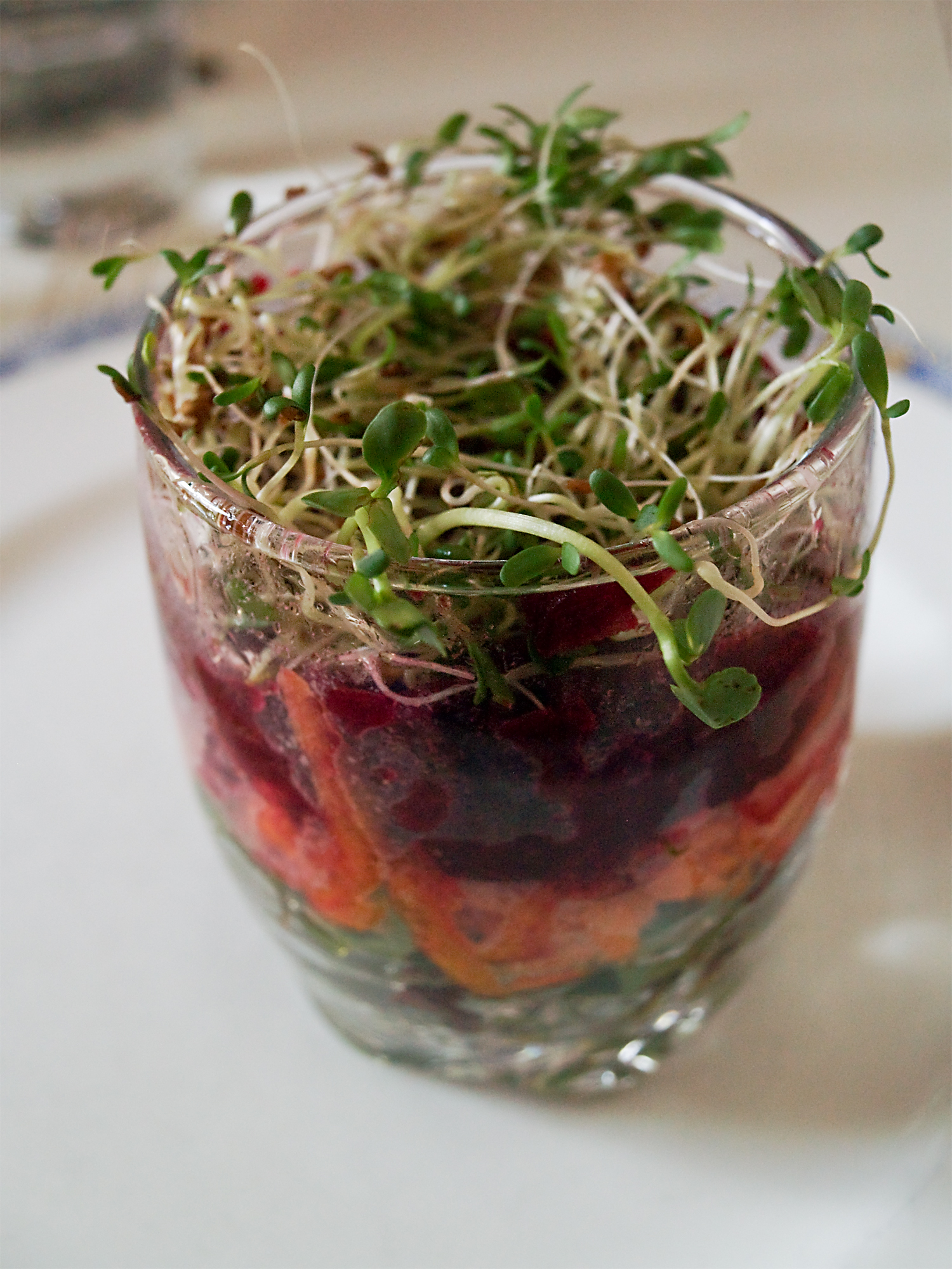
Semillas germinadas con hortalizas en ensalada

Las semillas germinadas deben guardarse en un recipiente cerrado dentro del frigorífico. Evitar si es posible guardarlas en bolsas de plástico. Si se cierra herméticamente, deben airearse al menos una vez al día para evitar que se deshidraten y que cambien su proceso normal. Algunos brotes siguen creciendo a pesar del frío y la escasez de oxígeno. En cualquier caso deben lavarse cada día y no mantenerlas mucho tiempo (es altamente aconsejable lavarlas siempre antes de su consumo, ya que el no hacerlo podría provocar alguna enfermedad de carácter digestivo) ya que se pierde la ventaja de consumir verdura fresca rica en vitaminas y principios inmediatos. No guardarlos más de 10-14 días, si lo que pretendemos es aprovechar ese potencial vitamínico, enzimático y mineral.
Los brotes deben lavarse antes de consumirse. Lo ideal es consumirlos crudos para evitar la degradación de las vitaminas y enzimas, pero la cáscara de algunas legumbres y cereales resulta dura, de forma que se cuecen a baja temperatura (inferior a 40 °C), o bien escaldarlos con agua caliente a 100 °C, durante unos segundos, para hacerlas más apetecibles.
Para evitar el exceso de fibra u obtener un sabor más suave alguna gente retira la piel de ciertas semillas, operación que suele resultar fácil. Para esto, pueden remojarse los brotes en un recipiente lo bastante grande y se separan con un colador (las cáscaras suelen flotar).

## Galería

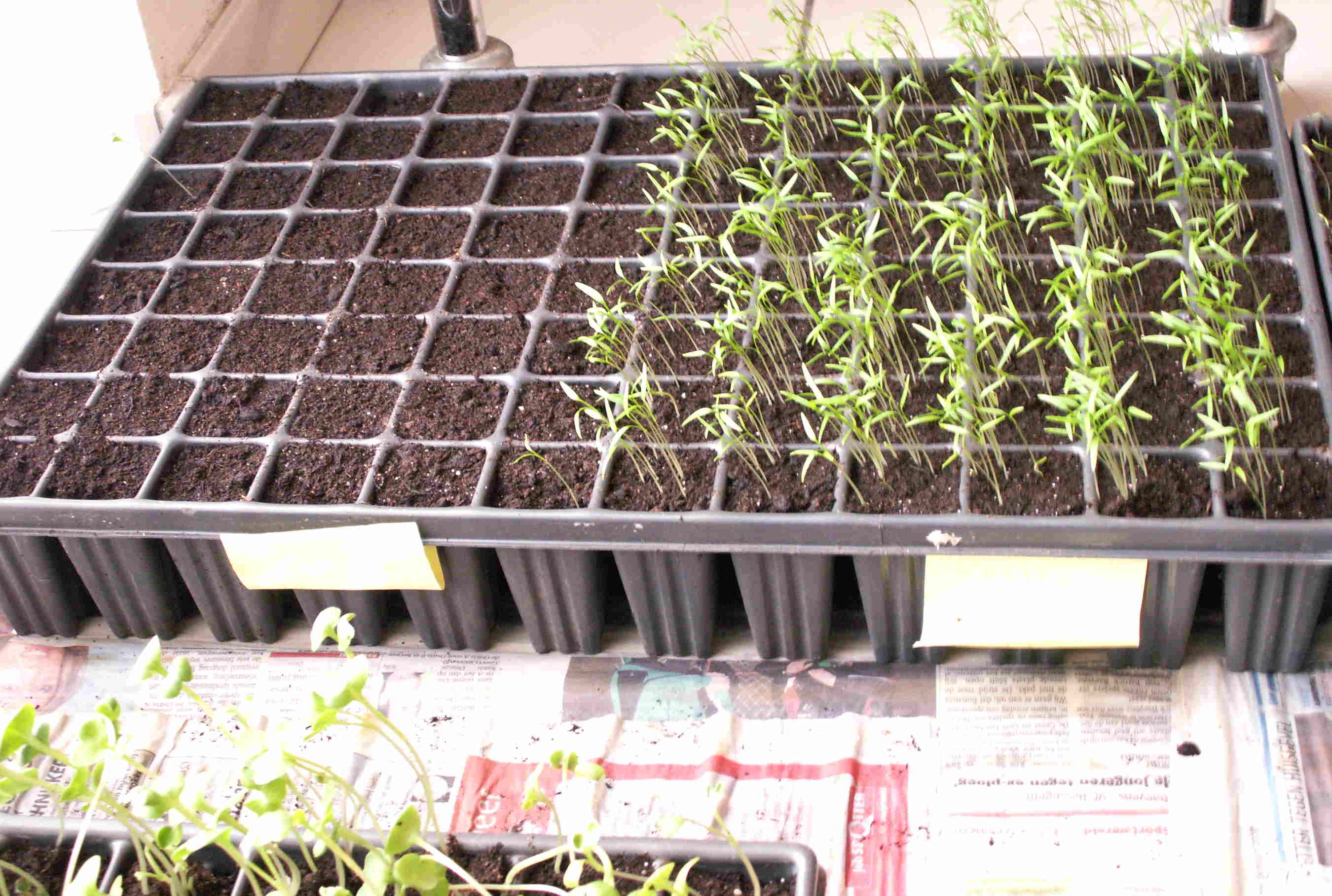
Bandeja de granos
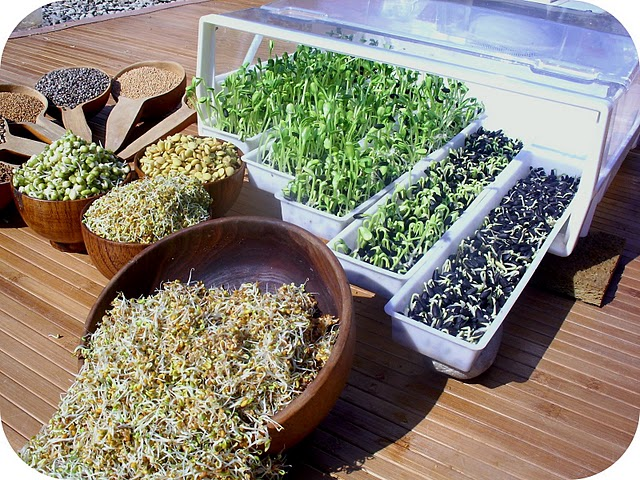
Bandeja germinadora, con recipiente de plástico (para el agua), una rejilla (para las semillas) y una tapa invernadero.
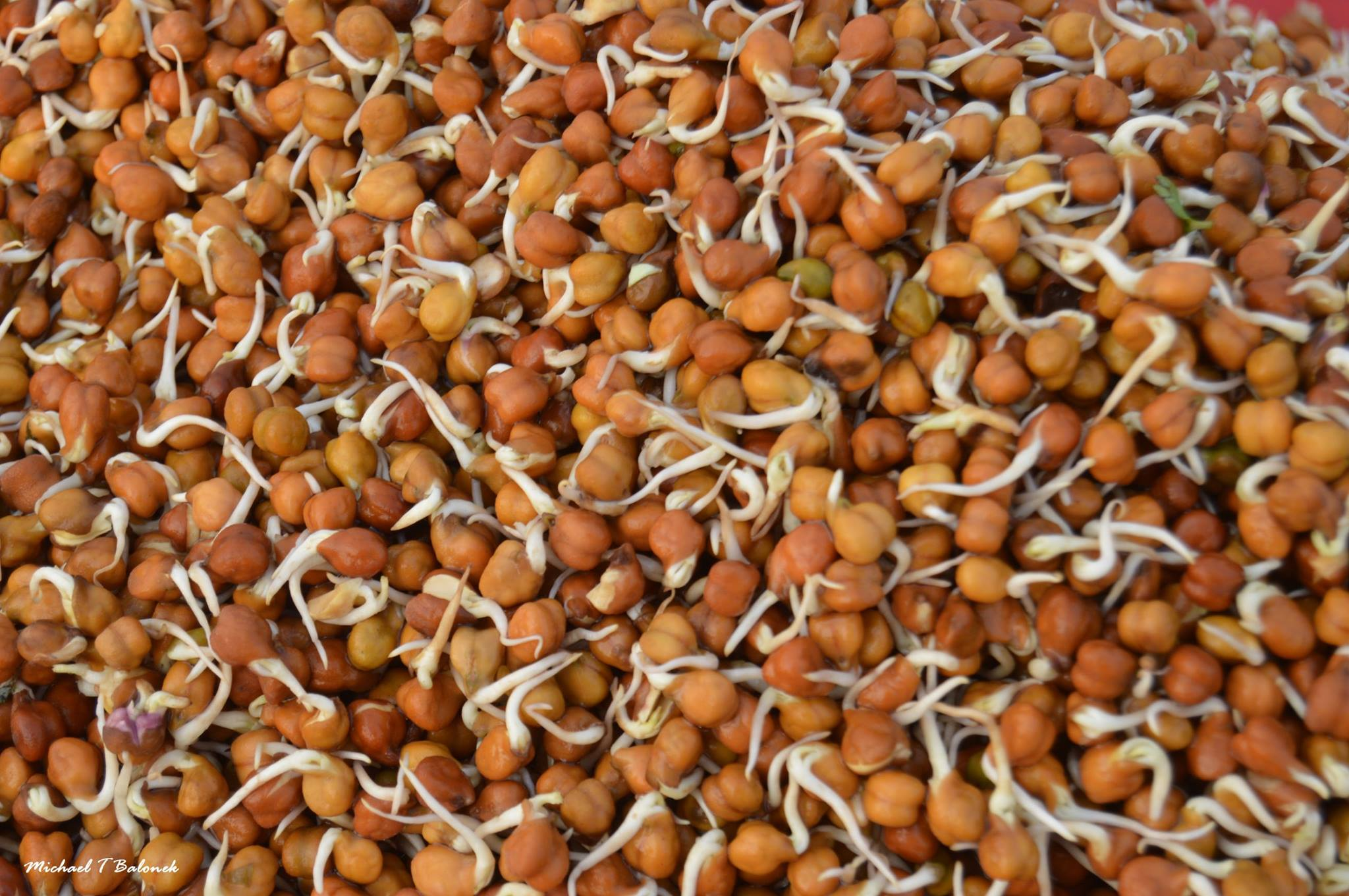
Semillas germinadas a la venta en la India como aperitivo.